# Skiarea Campiglio Dolomiti di Brenta
La Skiarea Campiglio Dolomiti di Brenta è la più grande area sciabile del Trentino.
Il comprensorio offre 156 chilometri di piste, 4 snowpark e 60 impianti di risalita che collegano tre localitàː Folgarida/Marilleva, Madonna di Campiglio e Pinzolo.
La Skiarea Campiglio ospita ogni anno lo slalom di Coppa del Mondo sulla pista 3-Tre, nota per le grandi vittorie italiane di Alberto Tomba e Giorgio Rocca.
Il comprensorio sciistico si sviluppa da un'altitudine di 850 m fino a raggiungere i 2500 m della zona Grostè ed è situato tra i gruppi montuosi dell'Adamello Presanella e delle Dolomiti di Brenta.

## Località sciistiche
Le 3 località della Skiarea Campiglio Dolomiti di Brenta
- Madonna di Campiglio
- Folgarida/Marilleva
- Pinzolo

## Piste più famose
Tra le 106 piste offerte dalla Skiarea Campiglio le più importanti sono:
- Canalone Miramonti (3-Tre)
- Tulot Audi Slope
- Spinale direttissima
- Pista nera di Folgarida
- DoloMitica
- Little Grizzly
- Amazzonia